# Gaël Prévost
Gaël Prévost (Clermont-Ferrand, 8 de marzo de 1994) es un deportista francés que compitió en tiro con arco, en la modalidad de arco recurvo.
Ganó dos medallas en el Campeonato Mundial de Tiro con Arco al Aire Libre, en los años 2011 y 2013. Participó en los Juegos Olímpicos de Londres 2012, ocupando el octavo lugar en la prueba por equipo.

## Palmarés internacional
| Campeonato Mundial al Aire Libre | Campeonato Mundial al Aire Libre | Campeonato Mundial al Aire Libre | Campeonato Mundial al Aire Libre |
| Año                              | Lugar                            | Medalla                          | Prueba                           |
| -------------------------------- | -------------------------------- | -------------------------------- | -------------------------------- |
| 2011                             | Turín (Italia)                   | Medalla de plata                 | Equipo                           |
| 2013                             | Belek (Turquía)                  | Medalla de bronce                | Equipo                           |